# Friedemann Schulz von Thun

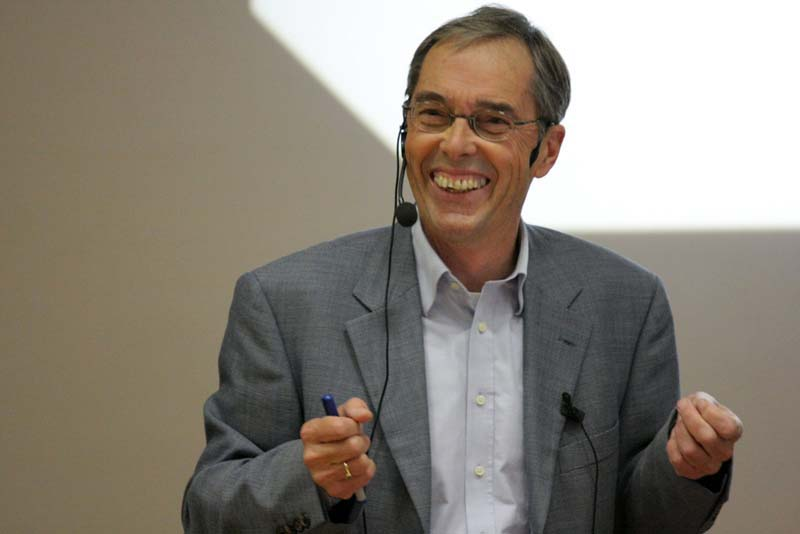
Friedemann Schulz von Thun (2014)

Friedemann Schulz von Thun (6 de agosto de 1944 - Soltau) es un conocido psicólogo alemán y científico de la comunicación. 
El profesor Schulz von Thun trabaja en la universidad de Hamburgo. Schulz von Thun ha escrito tres libros que son muy populares en Alemania que llevan como título "Miteinander reden" (Hablar) y examinan la comunicación humana. En 2007, el profesor Schulz von Thun fundó el instituto para la comunicación Schulz von Thun. 
El modelo de las cuatro partes o aspectos (también denominado según su traducción literal del alemán el cuadrado de la comunicación, o el modelo de las cuatro orejas) es un modelo de comunicación de Friedemann Schulz von Thun. Según este modelo, cada acto de comunicación contiene cuatro mensajes. Estas cuatro partes del mensaje son:
el objeto: el mensaje objetivo en sí. Automanifestación: lo que se quiere manifestar sobre sí mismo al emitir el mensaje. La relación: la relación personal que hay entre el hablante y el oyente y que se hace evidente al emitir el mensaje. La apelación: lo que se desea conseguir con el mensaje. 
Suele representarse como un cuadrado con cuatro partes y es muy popular en Alemania en los seminarios de comunicación.

## Literatura en alemán
- Friedemann Schulz von Thun: Miteinander reden 1 - Störungen und Klärungen. Allgemeine Psychologie der Kommunikation. Rowohlt, Reinbek 1981, ISBN 3-499-17489-8
- Ders.: Miteinander reden 2 - Stile, Werte und Persönlichkeitsentwicklung. Differentielle Psychologie der Kommunikation. Rowohlt, Reinbek 1989, ISBN 3-499-18496-6
- Ders.: Miteinander reden 3 - Das 'innere Team' und situationsgerechte Kommunikation. Rowohlt, Reinbek 1998, ISBN 3-499-60545-7
- Ders.: Klarkommen mit sich selbst und anderen: Kommunikation und soziale Kompetenz. Reden, Aufsätze, Dialoge. Rowohlt, Reinbek 2004, ISBN 3-499-61924-5
- Friedemann Schulz von Thun (Hrsg.), Johannes Ruppel, Roswitha Stratmann: Miteinander reden: Kommunikation für Führungskräfte. Rowohlt, Reinbek 2000/2003, ISBN 3-499-61531-2
- Friedemann Schulz von Thun, Wibke Stegemann (Hrsg.):Das Innere Team in Aktion. Praktische Arbeit mit dem Modell. Rowohlt, Reinbek 2004, ISBN 3-499-61644-0